# San Diego Sockers (1978)
San Diego Sockers war ein US-amerikanisches Fußball-Franchise aus San Diego. Ursprünglich noch als „normaler“ Fußballverein gegründet, nahm der Verein später immer öfter an Hallenturnieren teil und spielte dann ab 1984 ausschließlich Hallenfußball, bei dem er auch die meisten Erfolge feiern konnte. In der Major Indoor Soccer League (kurz MISL), der nationalen Hallenfußballliga, gewann die Mannschaft zehn Meisterschaften und ist damit das erfolgreichste Team des Wettbewerbs.

## Geschichte
1974 wurde das Franchise als Baltimore Comets gegründet und war auch in Baltimore beheimatet. 1976 zog es nach San Diego um und benannte sich in San Diego Jaws um. Ab 1977 spielte es ein Jahr in Las Vegas unter dem Namen Las Vegas Quicksilvers, kehrte aber bereits 1978 nach San Diego zurück und nannte sich fortan San Diego Sockers. Erster Eigentümer der Mannschaft war von 1978 bis 1987 Bob Bell.
1979 gewann die Mannschaft die Western Division der North American Soccer League (NASL) und schied in der 2. Runde der Playoffs aus.
Ihre Hallenfußballspiele trugen die San Diego Sockers in der San Diego Sports Arena aus. Die Erfolge im Hallenfußballsport ließen für das Franchise zunächst lange auf sich warten, kamen dann jedoch immer schneller und öfter, bis das Team schließlich mehr Erfolge im Hallenfußball zu verzeichnen hatte, als beim Rasenfußball. In der Saison 1981/82 und in der Saison 1983/84 gewannen die Sockers die Hallenfußballmeisterschaften der North American Soccer League.
Nachdem die NASL 1984 aufgelöst worden war, wechselte das Franchise in die Hallenfußballliga Major Soccer League und gewann dort acht Meisterschaften. Von 1987 bis 1991 war die Sockers Management Inc. von Ron Fowler Eigentümer. 1991 kauften Oscar Ancira sr. und Oscar Ancira jr. das Franchise. Nachdem 1992 auch die Major Soccer League aufgelöste worden war, spielte man von 1993 bis 1995 in der Continental Indoor Soccer League. 1994 wurde das Franchise von den Anciras an die Arena Group 2000 verkauft. Nach der Saison 1996 wurde es aufgelöst.
In weiterer Folge gab es bisher bereits zwei Wiederbelebungsversuche der alten Sockers. Zum einen trat 2001 ein Franchise unter dem gleichen Namen in der World Indoor Soccer League in Erscheinung; siehe San Diego Sockers (2001). Dieses absolvierte nach Auflösung der WISL auch noch drei Spielzeiten in der MISL II und wurde daraufhin aufgelöst. Danach trat 2009 ein weiteres Indoor-Soccer-Franchise mit demselben Namen in Erscheinung; siehe San Diego Sockers (2009). Diese spielten anfangs in der PASL-Pro bzw. später nur PASL, dem Vorläufer der MASL, in der das Franchise heute noch immer im Einsatz ist.

## Ligenzugehörigkeit
- NASL: 1978–1984
- NASL Hallenfußball: 1980–1982, 1983–1984
- MISL: 1982–1983, 1984–1992
- CISL: 1993–1996

## Eigentümer
- Bob Bell (1978–1987)
- Ron Fowler (1987–1991)
- Oscar Ancira, Sr. (1991–1994)
- San Diego Sports Arena Management (1994–1996)

## Trainer
- Hubert Vogelsinger (1978–1980)
- Hank Liotart (1980)
- Ron Newman (1980–1993)
- Brian Quinn (1994–1996)

## Tabellenplatzierungen

### Im Freien
| Jahr | Reg. Saison                                | Playoffs           | Anmerkungen                        | Zuschauerzahlen |
| ---- | ------------------------------------------ | ------------------ | ---------------------------------- | --------------- |
| 1974 | 2. Platz (Osten), 10–8–2                   | Viertelfinalist    | als Baltimore Comets               | 4.139           |
| 1975 | 5. Platz (Osten), 9–13                     | nicht qualifiziert | als Baltimore Comets               | 2.641           |
| 1976 | 5. Platz (Süden), 9–15                     | nicht qualifiziert | als San Diego Jaws                 | 6.152           |
| 1977 | 5. Platz (Süden), 11–15                    | nicht qualifiziert | als Las Vegas Quicksilvers         | 7.079           |
| 1978 | 1. Platz (American Conference West), 18–12 | Halbfinalist       | erste Saison als San Diego Sockers | 5.146           |
| 1979 | 2. Platz (American Conference West), 15–15 | Finalist           |                                    | 11.271          |
| 1980 | 3. Platz (American Conference West), 16–16 | Finalist           |                                    | 12.753          |
| 1981 | 1. Platz (West), 21–11                     | Finalist           |                                    | 14.802          |
| 1982 | 2. Platz (West), 19–13                     | Halbfinalist       |                                    | 8.532           |
| 1983 | 4. Platz (West), 11–19                     | nicht qualifiziert |                                    | 4.685           |
| 1984 | 1. Platz (West), 14–10                     | Halbfinalist       | letzte Saison im Freien            | 5.702           |

### In der Halle
| Jahr    | Reg. Saison | Playoffs                | Anmerkungen        | Zuschauerzahlen |
| ------- | ----------- | ----------------------- | ------------------ | --------------- |
| 1980/81 | NASL        | 4. Platz (Süden), 6–12  | nicht qualifiziert | 4.912           |
| 1981/82 | NASL        | 1. Platz (West), 10–8   | Meister            | 7.047           |
| 1982/83 | MISL        | 1. Platz (West), 32–16  | Meister            | 8.081           |
| 1983/84 | NASL        | 1. Platz (NASL), 21–11  | Meister            | 11.415          |
| 1984/85 | MISL        | 1. Platz (West), 37–11  | Meister            | 9.595           |
| 1985/86 | MISL        | 1. Platz (West), 36–12  | Meister            | 9.581           |
| 1986/87 | MISL        | 3. Platz (West), 27–25  | Halbfinalist       | 9.748           |
| 1987/88 | MISL        | 1. Platz (West), 42–14  | Meister            | 8.996           |
| 1988/89 | MISL        | 2. Platz (MISL), 27–21  | Meister            | 8.383           |
| 1989/90 | MISL        | 2. Platz (West), 25–27  | Meister            | 8.131           |
| 1990/91 | MSL         | 1. Platz (West), 34–18  | Meister            | 7.231           |
| 1991/92 | MSL         | 1. Platz (MSL), 26–14   | Meister            | 9.348           |
| 1993    | CISL        | 2. Platz (CISL), 20–8   | 2. Platz           | 5.583           |
| 1994    | CISL        | 2. Platz (West), 18–10  | Viertelfinalist    | 5.032           |
| 1995    | CISL        | 3. Platz (Süden), 17–11 | Viertelfinalist    | 5.366           |
| 1996    | CISL        | 1. Platz (West), 17–11  | Halbfinalist       | 4.830           |

## Erfolge
Meisterschaften: 10
- NASL Hallenfußball: 1981/82, 1983/84
- MISL: 1982/83, 1984/85, 1985/86, 1987/88, 1988/89, 1989/90, 1990/91, 1991/92

Reguläre Saison / Division-Titel: 12
- NASL: 1978, 1981, 1984
- NASL Hallenfußball: 1981/82, 1983/84
- MISL: 1982/83, 1984/85, 1985/86, 1987/88, 1990/91, 1991/92
- CISL: 1996

Conference-Titel: 1
- NASL Hallenfußball: 1981/82 (Pazifik)

## Bekannte Spieler
- Eusébio
- Emmanuel Sanon
- Slaviša Žungul
- Volkmar Groß
- Gert Wieczorkowski
- Jean Willrich
- Kazimierz Deyna